# Fiatal Unió
A Fiatal Unió, vagy Junge Union Deutschlands (JU) a német Kereszténydemokrata Unió (CDU) és a Bajor Keresztényszociális Unió (CSU) ifjúsági szervezete.

## Tartományi  szervezetei
|                        | Tartományi szervezetei       | Elnök (2017)            | Tagok száma (2017) |
| ---------------------- | ---------------------------- | ----------------------- | ------------------ |
| Baden-Württemberg      | Baden-Württemberg            | Philipp Bürkle          | 10.265             |
| Bayern                 | Bajorország                  | Hans Reichhart          | 24.407             |
| Berlin                 | Berlin                       | Christoph Brzezinski    | 2.770              |
| Brandenburg            | Brandenburg                  | Julian Brüning          | 582                |
| Braunschweig           | Braunschweig                 | Christoph Ponto         | 794                |
| Bremen                 | Bréma                        | Philipp van Gels        | 275                |
| Hamburg                | Hamburg                      | Antonia Niecke          | 877                |
| Hessen                 | Hessen                       | Stefan Heck             | 11.208             |
| Mecklenburg-Vorpommern | Mecklenburg-Elő-Pomeránia    | Franz-Robert Liskow     | 551                |
| Hannover               | Álsószászország              | Tilman Kuban            | 6.101              |
| Nordrhein-Westfalen    | Észak-Rajna-Vesztfália       | Florian Braun           | 30.203             |
| Oldenburg              | Oldenburg                    | André Hüttemeyer        | 1.661              |
| Rheinland-Pfalz        | Rajna-vidék-Pfalz            | Jens Münster            | 6.543              |
| Saarland               | Saar-vidék                   | Alexander Zeyer         | 4.968              |
| Sachsen                | Szászország és Alsó-Szilézia | Tom Unger               | 957                |
| Sachsen-Anhalt         | Szászország-Anhalt           | Julia Schulze-Scheffler | 655                |
| Schleswig-Holstein     | Schleswig-Holstein           | Birte Glißmann          | 3.411              |
| Türingia               | Thüringen                    | Stefan Gruhner          | 1.558              |
| Auslandsverbände       | Külföldi szervezetek         | -                       | 10                 |

## Elnökei
| Név                   | Név                   | Hivatali idő |
| --------------------- | --------------------- | ------------ |
|                       | Bruno Six             | 1947–1948    |
|                       | Fred Sagner           | 1948–1949    |
| Josef Hermann Dufhues | Josef Hermann Dufhues | 1949–1950    |
|                       | Ernst Majonica        | 1950–1955    |
| Gerhard Stoltenberg   | Gerhard Stoltenberg   | 1955–1961    |
|                       | Bert Even             | 1961–1963    |
| Egon Klepsch          | Egon Klepsch          | 1963–1969    |
| Jürgen Echternach     | Jürgen Echternach     | 1969–1973    |
| Matthias Wissmann     | Matthias Wissmann     | 1973–1983    |
| Christoph Böhr        | Christoph Böhr        | 1983–1989    |
| Hermann Gröhe         | Hermann Gröhe         | 1989–1994    |
|                       | Klaus Escher          | 1994–1998    |
| Hildegard Müller      | Hildegard Müller      | 1998–2002    |
| Philipp Mißfelder     | Philipp Mißfelder     | 2002–2014    |
| Paul Ziemiak          | Paul Ziemiak          | 2014–2018    |
|                       | Tilman Kuban          | 2019         |